# 盛元
盛元（1820年—1887年），字韵琴，号恺庭，自号铁花馆主人，巴鲁特氏，杭州驻防蒙古正蓝旗人。道光壬辰举人，丙申进士。

## 生平
官至江西余干县知县、南康府知府、候补道。著有《南昌府志》、《杭營小志》、《怡園詩草》。

## 家族
- 曾祖扎兰图；
- 祖阿察佈；
- 父常德；
- 嫡妻那木都鲁氏；
- 继妻那拉氏；
- 妾何氏、樊氏；
- 子瑞康、瑞清、瑞斌、瑞恒，光绪丁酉举人。[8]